# صموئيل إس. كار
صموئيل إس. كار (بالإنجليزية: Samuel S. Carr)‏ هو رسام أمريكي، ولد في 15 أكتوبر 1837، وتوفي في 25 فبراير 1908 في بروكلين في الولايات المتحدة.